# Limenitis permagna
Limenitis permagna är en fjärilsart som beskrevs av Hans Fruhstorfer 1915. Limenitis permagna ingår i släktet Limenitis och familjen praktfjärilar. Inga underarter finns listade i Catalogue of Life.